# 琳達·馬丁
琳達·馬丁（英語：Linda Martin，1952年3月27日—），北愛爾蘭女歌手、電視節目主持人，曾於1992年歐洲歌唱大賽奪冠，亦是1970至80年代知名愛爾蘭音樂團體Chips的成員。

## 外部連結
- 琳達·馬丁在互联网电影资料库（IMDb）上的資料（英文）